# 蒂科什
蒂科什，是匈牙利绍莫吉州所辖的一个村。总面积3.35平方公里，总人口122，人口密度36.4人/平方公里（2011年1月1日）。